# Becky Sauerbrunn
Becky Sauerbrun, właśc. Rebecca Elizabeth Sauerbrunn (ur. 6 czerwca 1985 w Saint Louis) – amerykańska piłkarka grająca w obronie, obecnie zawodniczka FC Kansas City oraz reprezentacji narodowej USA. Grała w wygranym 3:1 meczu półfinałowym Mistrzostw Świata 2011 przeciwko Francji oraz w trzech meczach Igrzysk Olimpijskich 2012, m.in. półfinale i finale. Była zawodniczką podstawowego składu na Mistrzostwach Świata 2015. Sauerbrunn jest postrzegana jako jedna z najlepszych obrończyń na świecie, zdobywa tytuł dla najlepszej obrończyni ligi NWSL każdego roku odkąd nagroda ta jest przyznawana.

## Życiorys
Sauerbrunn urodziła się w St. Louis w stanie Missouri jako córka Scotta i Jane Sauerbrunn. Ma dwóch starszych braci, Granta i Adama.
Uczęszczała do Ladue High School gdzie przez cztery lata należała do reprezentacji szkoły w piłce nożnej, siatkówce i koszykówce. Była kapitanem drużyny piłkarskiej, w której grała na pozycji defensywnego pomocnika oraz w środku pomocy. Podczas ostatniego roku gry w szkolnej drużynie zdobyła 21 goli i 19 asyst. Otrzymała tytuły: 2003 Missouri Gatorade Player of the Year, 2002 i 2003 Parade All-American, 2001 NSCAA Youth All-American oraz 2002 NSCAA Adidas (U-17) All-American. Sauerbrunn była również zawodniczką klubu J.B. Marine, z którym czterokrotnie wygrała mistrzostwa stanowe oraz w 200 roku mistrzostwa regionalne.

### Uniwersytet Virginia
Sauerbrunn uczęszczała do University of Virginia, gdzie była zawodniczką żeńskiej drużyny piłkarskiej Virginia Cavaliers od 2003 do 2007 roku. Podczas gry dla Cavaliers została trzykrotnie wybrana do jedenastki kraju przez NSCAA jako pierwsza zawodniczka w historii szkoły, oraz otrzymała tytuł najlepszej zawodniczki defensywnej konferencji atlantyckiej ACC w 2007 roku. Ukończyła studia na Uniwersytecie Virginia w 2007 roku na kierunku język angielski. Na ostatnim roku otrzymała tytuł zawodniczki roku National Soccer Coaches Association of America.

### Kariera klubowa
Sauerbrunn grała dla Washington Freedom w sezonie 2008 W-League, a następnie została wybrana przez klub, jako trzecia zawodniczka ogółem podczas Draftu do WPS 2008 przed utworzeniem w roku tejże ligi w roku 2009. W sezonach 2009 i 2010 rozegrała od początku do końca każde spotkanie w barwach Washington Freedom, a następnie pozostała w klubie gdy ten przeniósł się na Florydę i zmienił nazwę na MagicJack.
W 2012 roku po zawieszeniu ligi Women's Professional Soccer dołączyła do klubu D.C. United Women, jednak jej dostępność dla klubu była ograniczona z powodu zobowiązań wobec reprezentacji narodowej.
11 stycznia 2013 Sauerbrunn była jedną z trzech reprezentantek USA, które zostały przydzielone w nowo utworzonej lidze NWSL do klubu FC Kansas City, razem z Nicole Barnhart i Lauren Cheney. W sezonie inauguracyjnym ligi Sauerbrunn została nagrodzona tytułem obrońcy roku. W sezonie 2014 po raz drugi z rzędu otrzymała ten tytuł i została drugim kapitanem mistrzowskiej drużyny FC Kansas City.
We wrześniu 2015 po raz kolejny została wybrana najlepszą obrończynią NWSL, zostając pierwszą piłkarką która zdobyła nagrodę dla najlepszego zawodnika sezonu przez trzy lata z rzędu.

### Kariera reprezentacyjna
W debiucie reprezentacyjnym przeciwko Kanadzie w 2008 roku, Sauerbrunn musiała zostać zmieniona po złamaniu nosa na boisku.
Po otrzymaniu czerwonej kartki przez Rachel Buehler w ćwierćfinale Mistrzostw Świata 2011 i zawieszeniu jej na następny mecz, Sauerbrunn znalazła się w wyjściowym składzie na mecz półfinałowy przeciwko Francji.
Była częścią reprezentacji USA na Igrzyskach Olimpijskich 2012, zaliczając trzy występy spędzając na boisku w sumie 35 minut.
Podczas Mistrzostw Świata 2015 rozegrała w całości wszystkie mecze dla reprezentacji USA, która wygrała cały turniej.

## Nagrody i wyróżnienia

### Indywidualne
- Obrońca Roku NWSL: 2013, 2014, 2015

### Drużynowe
- Mistrzostwo NWSL: 2014[11]
- Mistrzostwo Świata: 2015